# Dąbrowa Tarnowska
Dąbrowa Tarnowska é um município da Polônia, na voivodia da Pequena Polônia e no condado de Dąbrowa. Estende-se por uma área de 23,07 km², com 11 892 habitantes, segundo os censos de 2016, com uma densidade de 515,5 hab/km².